# Lafnitz (Fluss)
Die Lafnitz (ung. Lapincs, slow. Lapinč) ist ein 114 Kilometer langer, linker Nebenfluss der Raab in Ostösterreich.

## Name
Im Jahr 864 (ad Labenza) wurde die Lafnitz zum ersten Mal urkundlich erwähnt. Albrecht Greule führt den Namen auf den keltischen Flussnamen *Albantia zurück, welcher sich aus dem Bestimmungswort *albā für 'Weißwasser' und dem kollektivierenden Suffix -antia zusammensetzt. Später kam es dann zu einer slawischen L-Umstellung und einer Angleichung der Endung an andere Flussnamen (-nitz).

## Geographie

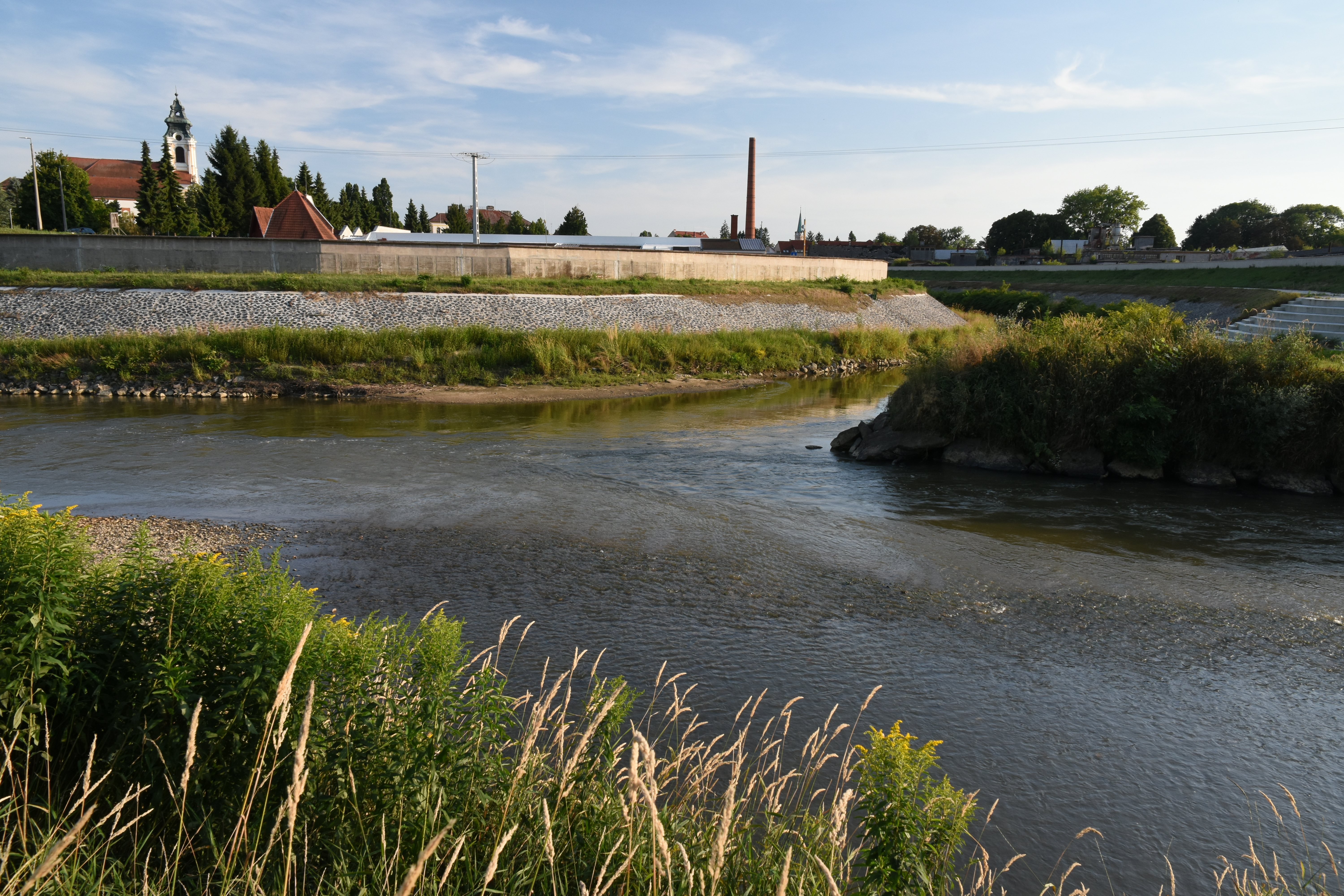
Lafnitz Mündung in die Raab bei Szentgotthárd

Sie entspringt als Lafnitzbach im steirischen Joglland am Masenbergrücken, umfließt das Vorauer Hochbecken und bildet ab der Gemeinde Lafnitz bis zur Gemeinde Rudersdorf die Grenze zwischen der Steiermark und dem Burgenland. Kurz vor Lafnitz, bei Rohrbach an der Lafnitz, tritt sie aus den Ostalpen in das Riedelland über und wird dabei von der Thermenbahn auf einer etwa 40 m hohen Fischbauchbrücke (im Volksmund „Zeilbrücke“ genannt) überspannt. Südlich von Lafnitz ist der Talboden kaum besiedelt und sie mäandriert naturbelassen weiter bis Neudau, wo erstmals wieder eine Siedlung am Fluss liegt.
Nachdem sie die Feistritz bei Königsdorf aufgenommen hat, fließt sie noch ein Stück durch das südliche Burgenland (Bezirk Jennersdorf), bildet für 800 m die Grenze mit Ungarn und mündet nach 500 m als Lapincs in der Nähe der ungarischen Grenzstadt Szentgotthárd (St. Gotthard) in die Raab (ungarisch Rába).
Zuflüsse sind u. a. der Waldbach, der Weißenbach und der Festenburger Schlossbach.

## Naturschutz
Nach dem Zusammenfluss von Lafnitz und Feistritz beträgt die mittlere Wasserführungsmenge etwa 15 m³/s. Vor allem in ihrem Ober- und Mittellauf (insbesondere bei Loipersdorf-Kitzladen, Markt Allhau und Wolfau), aber auch im Abschnitt zwischen Rudersdorf und Fürstenfeld (sogenannte „Fronius-Auen“), hat sich die Lafnitz den Charakter eines sehr naturnahen Flusses bewahrt – sie bietet noch Lebensraum für einige seltene Tier- und Pflanzenarten. Zu diesen zählen die Wassernuss, der Lungen-Enzian, die Trollblume, der Eisvogel und der Schwarzstorch und unter den Schmetterlingen der Helle Wiesenknopf-Ameisenbläuling. Selten gewordene Biotope wie Pfeifengraswiesen, Hochstaudenfluren und Auwälder sind Charakteristika des Lafnitztals.
Das Lafnitztal ist seit 2002 das 11. von 19 Ramsar-Gebieten Österreichs und unterliegt damit der Ramsar-Konvention. Die gesamte Lafnitz ist Natura 2000-Gebiet.
Bei Loipersdorf befinden sich große Weideflächen (Alm im Tal), nördlich davon eine beeindruckende Mäanderstrecke. Die Weidewirtschaft ist jedoch in Ungarn und im Südburgenland stark zurückgegangen. Zur Erhaltung der Wiesen und Weiden werden nun Angus- und Galloway-Rinder eingesetzt. Die langsam wachsenden Rinderrassen bereichern als Zickentaler Moorochsen auch den südburgenländischen Speisezettel. Auch die Burgenländische Weidegans, von der es ebenfalls nur noch geringe Bestände gab, nutzt nun wieder zunehmend die Weiden.
1996 wurde die Lafnitz vom ÖNB und weiteren Umweltschutzorganisationen zum Fluss des Jahres ausgerufen.

## Geschichte

Grenzstein von 1719

Die Lafnitz war lange Zeit Grenzfluss zwischen Österreich und Ungarn. Heute bildet sie über eine weite Strecke die Grenze zwischen den Bundesländern Steiermark und dem Burgenland, das erst 1921 von Westungarn abgetrennt wurde. Kaiserin Maria Theresia ließ ab 1760 zahlreiche Grenzsteine aufstellen, von denen einige noch erhalten sind. Die mäandrierende Lafnitz änderte damals nämlich oft ihren Verlauf, was zuvor immer wieder zu Grenzstreitigkeiten Anlass gegeben hatte.
Auch im Jahr 2021 fand eine Anpassung der Landesgrenze an den Flussverlauf statt. Nachdem die Lafnitz in den 1970er Jahren in den Gemeinden Neudau (Steiermark) und Burgauberg-Neudauberg (Burgenland) reguliert worden ist, beschlossen die jeweiligen Gemeindegremien 2010, die Grenze wieder an den Flussverlauf anzupassen. Nach umfangreichen technischen Arbeiten sowie juristischen und politischen Überpfürungen in beiden Bundesländern wurde die Grenzberichtigung Anfang 2021 rechtskräftig. Damit liegt in diesem Flussabschnitt wieder alles linksseitige Land im Burgenland, während alles rechtsseitige zur Steiermark gehört. Die Fläche des Burgenlandes hat sich dadurch um ca. 6000 m² vergrößert.

## Straßennamen
- In Wien-Floridsdorf wurde 1953 die Lafnitzgasse nach dem Fluss benannt.
- In Rudersdorf: Am Lafnitzgrund und Lafnitzweg
- Lafnitzdorf: in Pinggau
- Lafnitzstraße: in Burgauberg-Neudauberg
- Lafnitzweg: in Königsdorf, Neudau und Poppendorf im Burgenland